# 1909 w sztukach plastycznych
Wydarzenia w sztukach plastycznych i wizualnych w 1909 roku.

## Malarstwo

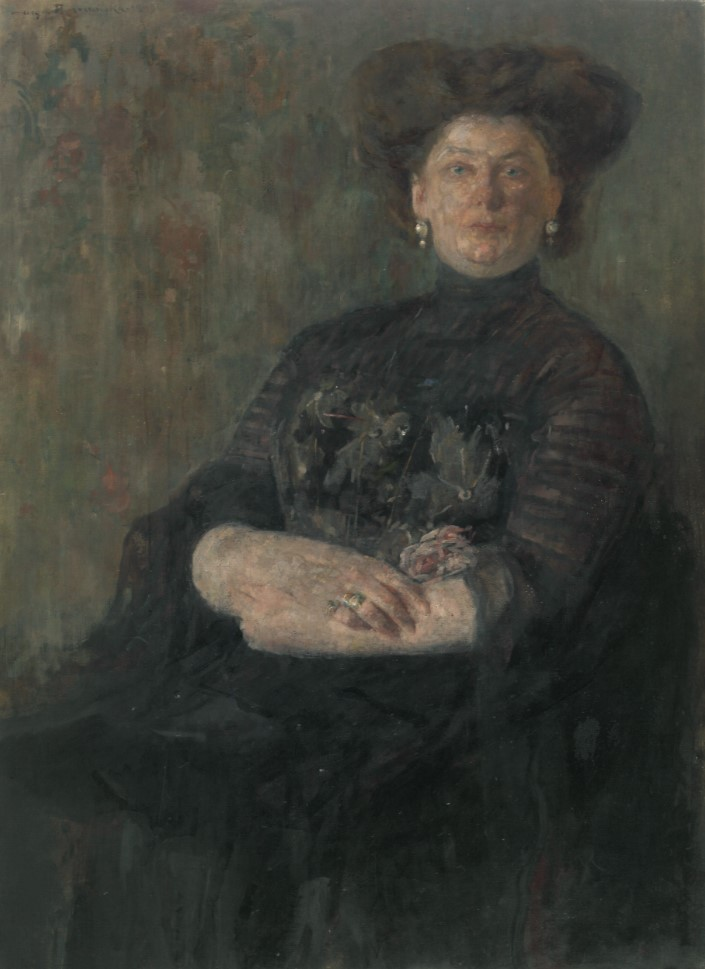
Olga Boznańska, Portret Heleny Chmielarczykowej

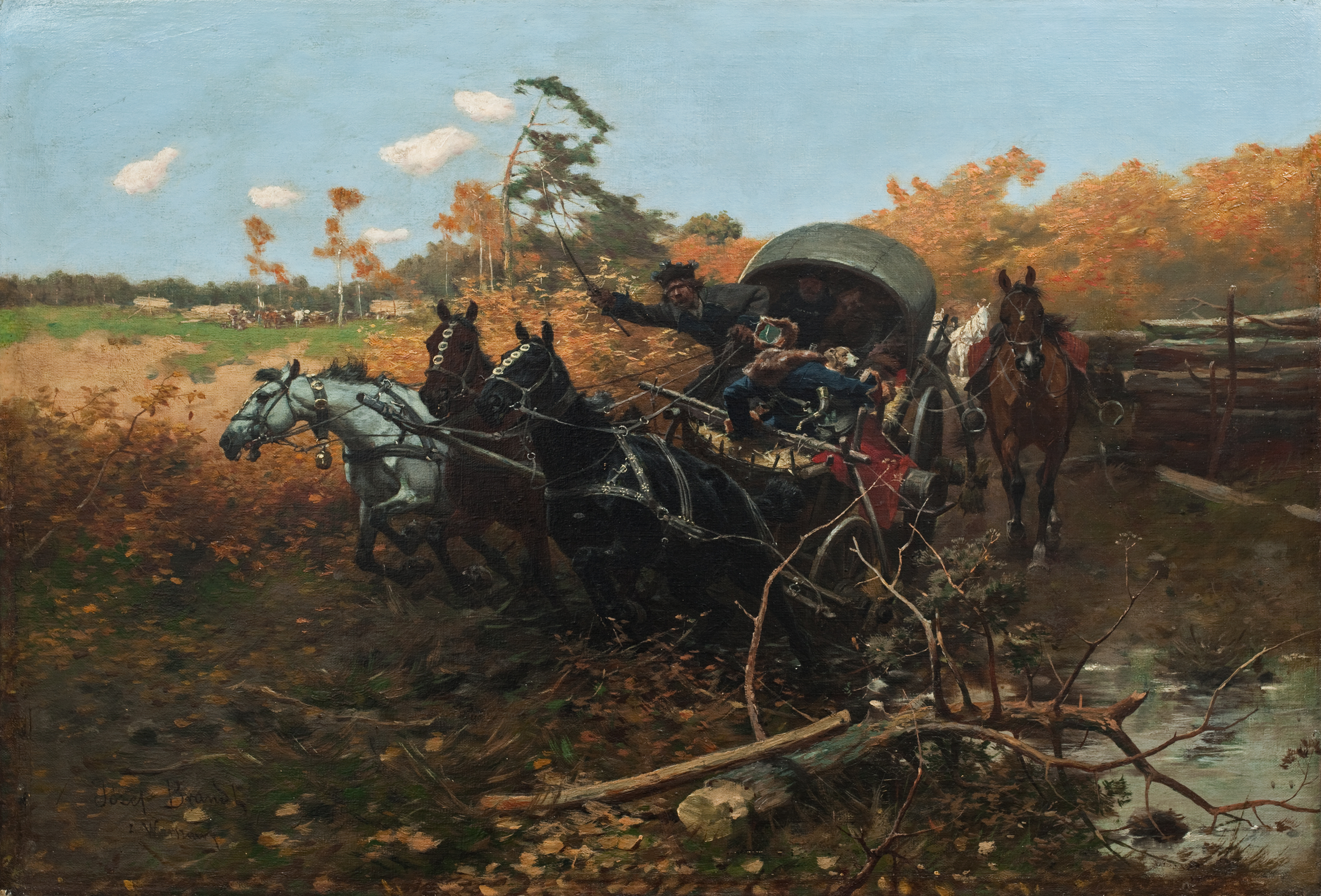
Józef Brandt, Niebezpieczna przeprawa

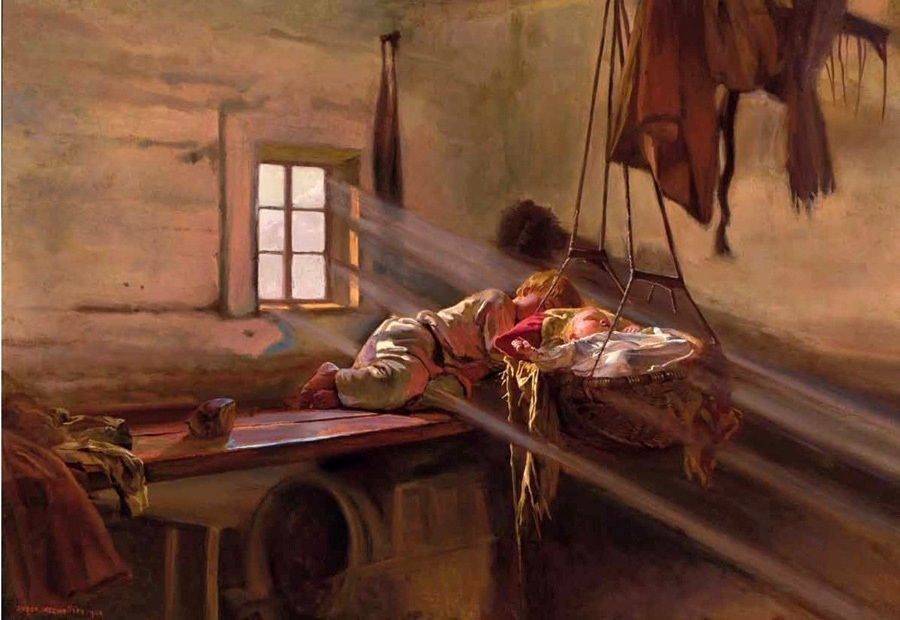
Józef Chełmoński, Wnętrze chaty na Polesiu

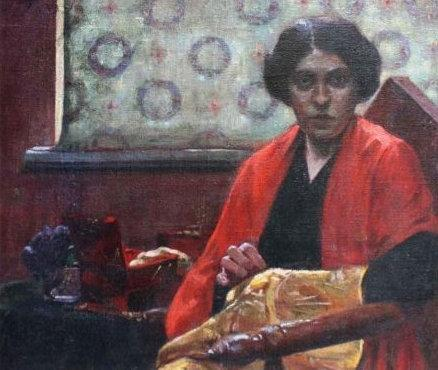
Dawid Aleksander Haltrecht, Haftująca kobieta

- George Bellows

Niebieskie ranki
- Olga Boznańska

Portret Heleny Chmielarczykowej – olej na płótnie, 110×80 cm
- Józef Brandt

Niebezpieczna przeprawa – olej na płótnie, 49,5×70 cm
- Marc Chagall

Rodzina lub macierzyństwo – olej na płótnie
Rosyjskie wesele – olej na płótnie
- Józef Chełmoński

Wnętrze chaty na Polesiu – olej na płótnie, 81×116 cm
- Julian Fałat

Przelot dzikich gęsi – olej na płótnie
- Dawid Aleksander Haltrecht

Haftująca kobieta
- Edward Hopper

Wnętrze pokoju latem
Louvre w czasie burzy
Le Pont Royal
Le Quai des Grandes Augustins
- Gustav Klimt

Salome
- Józef Mehoffer

Portret żony – olej na płótnie, 182×164 cm
- Amedeo Modigliani

Paul Alexandre na zielonym tle
Żebrak
Portret Brancusiego
Akt siedzący
Jean Alexandre
Jean-Baptiste Alexandre
Amazonka
- Maurice Utrillo

Mosty Tuluzy

## Grafika
- Marc Chagall

Wiejska uliczka – ołówek i gwasz na papierze

## Urodzeni
- 12 stycznia – Marija Prymaczenko (zm. 1997), ukraińska malarka ludowa, tworzyła także hafty, malarstwo na ceramice i rysunki
- 28 października – Francis Bacon (zm. 1992), brytyjski malarz
- 10 listopada – Endre Nemes (zm. 1985), szwedzki artysta wizualny

## Zmarli
- 20 kwietnia – Hélène Bertaux (ur. 1825), francuska rzeźbiarka i sufrażystka
- 13 czerwca – Lazaros Fytalis (ur. 1831), grecki rzeźbiarz
- 22 czerwca – Edward John Gregory (ur. 1850), angielski malarz i ilustrator
- 25 listopada – Cyprian Godebski (ur. 1835), polski rzeźbiarz
- 3 grudnia – Johannes Bochenek (ur. 1831), niemiecki malarz
- Otto Sinding (ur. 1842), norweski malarz